# Epilobophora
Epilobophora is een geslacht van vlinders van de familie spanners (Geometridae), uit de onderfamilie Larentiinae.

## Soorten
- E. obscuraria Leech, 1891
- E. sabinata (Geyer, 1831)
- E. venipicta Wileman, 1914